# Hiperplan

Două plane care se intersectează în spațiul tridimensional. Un plan este un hiperplan bidimensional conținut în spațiul tridimensional.

În geometrie, un hiperplan este un subspațiu a cărei dimensiune este cu unu mai mică decât cea a spațiului ambiant. Dacă un  spațiu este tridimensional atunci hiperplanele sale sunt plane bidimensionale, iar dacă spațiul este bidimensional, hiperplanele sale sunt drepte. Această noțiune poate fi utilizată în orice spațiu general în care este definit conceptul dimensiunii unui subspațiu topologic.
În diferite cazuri, hiperplanele pot avea proprietăți diferite. De exemplu, un hiperplan al unui spațiu afin n-dimensional este un subset plan cu dimensiunea n – 1 și împarte spațiul în două semispații, în timp ce un hiperplan dintr-un spațiu proiectiv nu are această proprietate.
Diferența dimensională între un subspațiu S și spațiul său ambiant V este cunoscută sub numele de codimensiune a S față de V. Prin urmare, o condiție necesară pentru ca S să fie un hiperplan în V este ca S să aibă codimensiunea unu în V.

## Descriere tehnică
Un hiperplan al unui spațiu n-dimensional V este un subspațiu cu dimensiunea n − 1, sau, echivalent, cu codimensiunea 1 în V. Spațiul V poate fi un spațiu euclidian sau, în general, un spațiu afin, un spațiu vectorial sau un spațiu proiectiv, iar noțiunea de hiperplan variază în mod corespunzător, deoarece definiția subspațiului diferă. Însă, datorită constrângerii „codimensiune 1”, în toate cazurile, orice hiperplan poate fi dat în coordonate ca soluție a unei singure ecuații algebrice de grad 1.
Dacă V este un spațiu vectorial, se disting „hiperplanele vectoriale” (care sunt subspații liniare, care trebuie să treacă prin origine) și „hiperplanele afine” (care nu trebuie să treacă prin origine, pot fi obținute printr-o translație a unui hiperplan vectorial). Un hiperplan într-un spațiu euclidian separă acel spațiu în două semispații și definește o reflexie care fixează hiperplanul și interschimbă aceste două semispații.

## Tipuri speciale de hiperplane
Sunt definite mai multe tipuri de hiperplane, cu proprietăți adecvate unor anumite scopuri particulare. Unele dintre acestea sunt descrise aici.

### Hiperplane afine
Un hiperplan afin este un subspațiu afin cu codimensiunea 1 într-un spațiu afin. În coordonate carteziene un astfel de hiperplan poate fi descris cu o singură ecuație liniară din următoarea formă (unde cel puțin unul dintre {\displaystyle a_{i}} este nenul și {\displaystyle b} este o constantă arbitrară):
{\displaystyle a_{1}x_{1}+a_{2}x_{2}+\cdots +a_{n}x_{n}=b.\ }
În cazul unui spațiu afin real, cu alte cuvinte când coordonatele sunt numere reale, acest spațiu afin separă spațiul în două semispații, care sunt mulțimi conexe din complementul hiperplanului și sunt date de inegalitățile
{\displaystyle a_{1}x_{1}+a_{2}x_{2}+\cdots +a_{n}x_{n}<b}
și
{\displaystyle a_{1}x_{1}+a_{2}x_{2}+\cdots +a_{n}x_{n}>b.}
De exemplu, un punct este un hiperplan în spațiul unidimensional, o dreaptă este un hiperplan în spațiul bidimensional, iar un plan este un hiperplan în spațiul tridimensional. O dreaptă în spațiul tridimensional nu este un hiperplan și nu separă spațiul în două părți (complementul unei astfel de drepte este conex).
Orice hiperplan al unui spațiu euclidian are exact o pereche de versori normali.
Hiperplanele afine sunt utilizate pentru a defini limitele de decizie în mulți algoritmi de învățare automată, cum ar fi combinația liniară (oblică) din arborii de decizie și perceptronii⁠(d).

### Hiperplane vectoriale
Într-un spațiu vectorial, un hiperplan vectorial este un subspatiu cu codimensiunea 1, eventual doar translat din origine cu un vector, caz în care este denumit plat. Un astfel de hiperplan este soluția unei singure ecuații liniare.

### Hiperplane proiective
Hiperplanele proiective, sunt folosite în geometria proiectivă. Un subspațiu proiectiv este o mulțime de puncte cu proprietatea că pentru oricare două puncte ale mulțimii, toate punctele de pe dreapta determinată de cele două puncte sunt conținute în mulțime. Geometria proiectivă poate fi privită drept geometrie afină la care sunt adăugate puncte de fugă (puncte de la infinit). Un hiperplan afin împreună cu punctele asociate de la infinit formează un hiperplan proiectiv. Un caz special al unui hiperplan proiectiv este „infinitul” sau „hiperplanul ideal”, care este definit prin mulțimea tuturor punctelor de la infinit.
În spațiul proiectiv un hiperplan nu împarte spațiul în două părți; mai degrabă ar fi nevoie de două hiperplane pentru a separa punctele și a diviza spațiul. Motivul pentru aceasta este că spațiul „se înfășoară” astfel încât ambele părți ale unui singur hiperplan sunt conexe între ele.

## Aplicații
În geometria convexă, două mulțimi convexe disjuncte din spațiul euclidian n-dimensional sunt separate de un hiperplan, un rezultat numit teorema de separare a hiperplanului.
În învățarea automată hiperplanele sunt elemente cheie pentru a crea SVM-uri⁠(d) pentru sarcini precum vederea artificială⁠(d) și prelucrarea limbajului natural.

## Unghiuri diedre
Unghiul diedru între două hiperplane neparalele ale unui spațiu euclidian este unghiul dintre vectorii normali corespunzători. Produsul transformărilor din cele două hiperplane este o rotație a cărei axă este subspațiul euclidian de codimensiune 2 obținut prin intersectarea hiperplanelor și al cărui unghi este de două ori unghiul dintre hiperplane.